# 城川町
城川町（しろかわちょう）は、かつて愛媛県の南部に存在した町。2004年4月1日、東宇和郡の他の町とともに合併し、自治体としての城川町は消滅した。地名としては残っている（西予市城川町○○と住所表記）。典型的な中山間地であるが、あえて「奥伊予」と自称し、1983年（昭和58年）から「わがむらは美しく」のスローガンのもと、決して背伸びしない、独自の地域おこし活動を行ってきた。農村の伝統文化も残っている。

## 地理

### 位置・地形
城川町は愛媛県の南部、山間に位置し高知県に山で接している。国道197号が肱川の支流の一つである黒瀬川に沿って南北に町を縦貫しており、これが町外と結ぶ幹線道路となっている。
肱川の上流域にあたり、またそれぞれの支流に沿って集落が展開している。ほとんどは急傾斜地であるが、中腹にかけては棚田や畑等として利用されている。
- 川
黒瀬川、野井川、魚成川、三滝川

### 町名の由来
公募により城川と決定
1959年（昭和34年）町制施行時の公募による。昭和の合併後もごたごたが続き、分村運動すら生じていたと伝えられ、新しい名前で気分も一新し住みよい地域づくりに向かっていこうとしたもの。
250人の応募があり、「城川」としたのは8名であったと当時の記録にある。旧村である土居村の「土」と魚成村の「成」を併せて「城」、これに高川村・遊子川村の「川」をあわせたものと説明されている。
旧村の各地に昔の「城」跡があり、またどの村も川に面していたことからつけられたもの。それ以前の村名が「黒瀬川村」で「黒」が暗いイメージを与えないでもないことから、「城」が「白」に通じ、「黒が白になる」という語感からも歓迎された。その意味では、4つの旧村の文字をくっつけたというのは語呂合わせに近いとも言える。
こうした意味では当時の造語であるが、現在では完全に定着している。なお、こうしたへん・つくりを合成した（という意味づけをしている）のは、昭和の合併、平成の合併を通じて、愛媛県内では唯一（他県では山梨県韮崎市の前身となった北巨摩郡清哲村がある。水上、青木、折居、樋口を合成したもの）。
 旧村名も公募
1954年（昭和29年）の4村の合併当時、庁舎位置と新村の名称は難航を極めたが村民の公募により「黒瀬川村」と決定した。黒瀬川は屈曲しつつ村内を南から北に流れ、やがて隣町で肱川に合流する川の名。

### 集落
集落は谷に沿って分散しており、それぞれの集落間の距離もかなりある。魚成、土居等の地区は、河岸段丘ながら比較的傾斜がゆるやかで棚田が一面に広がっている。
田穂（たお）、魚成（うおなし）、下相（おりあい）、嘉喜尾（かぎお）、男河内（おんがわち）、遊子谷（ゆすだに）、野井川（のいがわ）、窪野（くぼの）、土居（どい）、古市（ふるいち）、高野子（たかのこ）、川津南（かわづみなみ）の各集落（大字）がある。
過疎化高齢化が顕著で、高齢化率が40%を超える集落が大半である。

## 歴史

### 年表
古代
- 1182年 - 寿永の乱に平貞盛十世の孫越前守平公勢がこの地に逃れ、魚成に居を構え、魚成姓の祖となる。

中世
- 13世紀から西園寺氏が当地を含む宇和荘一帯を支配。戦国末期西園寺氏の支配が続く。
- 15世紀半ば、竜沢寺造営。
- 室町時代後期から戦国期にかけて、長宗我部氏が進攻、魚成勢と三滝勢とが山城等を根城に抵抗。

明治以降
- 1889年12月15日 - 明治の町村制により、遊子川村、土居村、高川村、魚成村の4箇村となる。
- 1954年（昭和29年） 3月31日 - 4箇村合併により、黒瀬川村発足。当時の人口12,369人。
- 1955年（昭和30年）4月 - 財政再建適用団体となる（4年間）。
- 1956年（昭和31年） - 県の裁定により役場位置を杉之瀬（嘉喜尾）に決定。
- 1957年（昭和32年）12月 - 新庁舎に移転。

城川町発足
- 1959年（昭和34年）4月1日 - 町制施行、改称して城川町発足。
- 1968年（昭和43年）3月 - 町民の融和を促進するため第一回「城川町オリンピック」開催。
- 1974年（昭和49年）10月 - NHK番組「新日本紀行」で「山里のオリンピック」が全国放映される。
- 1977年（昭和52年）11月 - 役場が下相（現在地）に移転決定。
- 1978年（昭和53年）12月 - 役場新築落成。
- 1983年（昭和58年）1月 - 「わがむらは美しく」をテーマに花いっぱい運動開始。
- 2004年（平成16年） 4月1日 - 明浜町・宇和町・野村町・三瓶町と対等合併、西予市となり、自治体としての城川町の歴史を閉じる。

### 系譜
```
城川町の系譜
（町村制実施以前の村）　（明治期）　　　　　　（昭和の合併）　　　　　　（平成の合併）
　　　　　　　　　　　　町村制施行時
遊子谷━━━━┓
　　　　　　　┣━━━遊子川村━━━━━━┓
野井川━━━━┛　　　　　　　　　　　　　┃
土居　━━━━┓　　　　　　　　　　　　　┃昭和29年3月31日　昭和34年4月1日
窪野　━━━━╋━━━土居村━━━━━━━┫　合併　　　　　　　町制施行
古市　━━━━┫　　　　　　　　　　　　　┃
嘉喜尾━━━━┛　　　　　　　　　　　　　┣━黒瀬川村━━城川町━━━┓
高野子━━━━┓　　　　　　　　　　　　　┃　　　　　　　　　　　　　┃
　　　　　　　┣━━━高川村━━━━━━━┫　　　　　　　　　　　　　┃
川津南━━━━┛　　　　　　　　　　　　　┃　　　　　　　　　　　　　┃
魚成　━━━━┓　　　　　　　　　　　　　┃　　　　　　　　　　　　　┃
下相　━━━━╋━━━魚成村━━━━━━━┛　　　　　　　　　　　　　┃
男河内━━━━┫　　　　　　　　　　　　　　　　　　　　　　　　　　　┃平成16年4月1日
田穂　━━━━┛　　　　　　　　　　　　　　　　　　　　　　　　　　　┣西予市
　　　　　　　　　　　　　　　　　　　　　　　　　　　明浜町━━━━━┫
　　　　　　　　　　　　　　　　　　　　　　　　　　　宇和町━━━━━┫
　　　　　　　　　　　　　　　　　　　　　　　　　　　野村町━━━━━┫
　　　　　　　　　　　　　　　　　　　　　　　　　　　三瓶町━━━━━┛

（注記）明浜町以下の昭和の合併以前の系譜はそれぞれの記事を参照のこと。

```

## 行政
- 町長
  - 増田純一郎（「わがむらは美しく」運動の創始者）: 1965年〜1993年、7期
  - 河野泰成（こうの やすなり）: 合併まで
- 庁舎
下相という地区の国道ぶちにある。合併後、支所となった。

## 地域文化

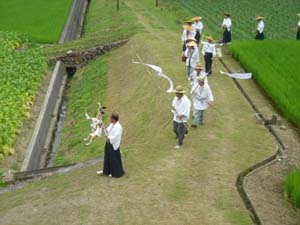
実盛送り

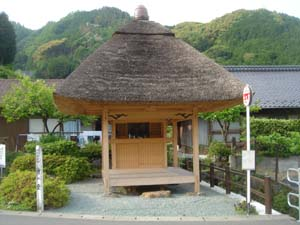
城川町田穂にある茶堂

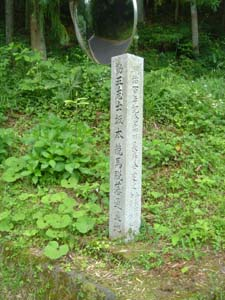
龍馬脱藩の道の碑、大門峠

城川には農山村文化が残っている。
城川町の水田は、川沿いや山腹の急斜面に先人たちの努力により切り開かれたもので、今でも先祖伝来の水田が大切に守り続けられている。しかも、手入れも行き届いており、大変に美しい。また、「どろんこ祭り」「実盛送り」などが町の人々の手によって受け継がれている。
- どろんこ祭り（愛媛県指定文化財）

奥伊予の奇祭とも呼ばれる。もともとは「御田植祭り」（おんだまつり）という田植え行事であり、農民たちが田植えが終わった喜びを神に感謝し、五穀豊穣・無病息災を祈る素朴でユーモラスな農村の行事である。もともとハプニングを伴ったイベント的な要素を持つ神事にアレンジを加え、ふだんは静かな山里に数千人が集まる一大イベントとなっている。しかしながら、牛や従事者の確保難から2018年（2006年）から休止している。
- 実盛送り

稲株に足をとられて転倒し討たれ、「これも運か」と非業の死を遂げ、その無念が「ウンカ」に乗り移り、稲を食い荒らし農民を悩ませるとの言い伝えのある斉藤別当実盛の霊を慰めるとともにその一年の豊作を願う初夏の伝統行事。実盛に模した人形を神社で御払いを受けた後、人形を先頭に、幟を掲げ、鐘・太鼓とともに、田の間の道を、水の流れる方向へと歩いて行く。最後は河原に安置される。虫送りとも呼ばれる行事で、全国各地でわずかに残っているが、城川町魚成地区では、昔ながらの伝統行事の一つとして、地域の人々によって伝承されている。「どろんこ祭り」ほどは観光イベント化されていない。1999年（平成11年）、「美しい日本のむら景観コンテスト」（農林水産省等主催）で、文化部門のむらづくり対策推進本部長賞を受賞。舞台となる田穂地区が、2009年（平成21年）に森林文化協会・朝日新聞社主催の「にほんの里100選」に選ばれた。
- 茶堂

- かつては愛媛県南予地方から高知県にかけて各地にあった茶堂であるが、老朽化するに連れて取り壊される例が増え、それが存在したことすら忘れられようとしているものが多い。しかし、城川町では茶堂が人々の生活になじんでおり、多数残っている。中には地区の人々の手により新築されたものもある。魚成地区で行われている実盛送りの人形も茶堂に立寄り、お休みし、待ち構えていた近くの人々がお参りし、お米などをお供えするとともに、いただきものをする。このように、茶堂は地区の人々のコミュニケーションの場としても機能している。なお、城川町は「遍路道」のコースからは外れているため、お遍路さんを直接の対象としたものではないが、昔から旅人が休息に立寄る場ではあった。茶堂群として、日本建築家協会四国支部によって「建築巡礼四国八十八ヶ所第45番建築札所」に指定（1998年（平成10年））。
- 龍馬脱藩の道龍馬脱藩の道の碑、大門峠
土佐から峠越えに伊予に至るみち。城川町の東部をほぼ南北に縦貫している。北は野村町につながっている。
- ギャラリーしろかわの「かまぼこ板」の絵から発する文化
「かまぼこ板絵」というユニークな取組みで有名。ただの美術作品を収蔵、展示するだけではない、異色の町営プチミュージアム。漫画家の冨永一朗も例年、審査員として参画（合併後もミュージアム並びに行事は西予市に受け継がれている）。

## 教育

### 学校
中学校
- 城川中学校（132名）
2001年（平成13年）4月、東中学・西中学の統合により城川中学校となる。東宇和郡内はいずれも相前後して各町1校の統合中学となっている。

小学校
- 遊子川小学校（17名）
- 土居小学校（37名）
- 高川小学校（15名）
- 魚成小学校（141名）
- :　（　）内は生徒数。2004年度西予市調べ。

### 社会教育
社会教育施設も順次整備してきた。それが、今日の交流人口の受入れにも役立っている。

## 交通
肱川の支流の一つである黒瀬川に沿って町を南北に縦貫し、日吉村、さらには高知県檮原に抜ける国道197号が幹線。国道441号は、町西端の桜が峠をわずかに経由するのみである。

### 鉄道
町内に鉄道はない。最寄駅はJR四国卯之町駅または伊予大洲駅。ただし、かなりの距離があり、直接の連絡バスはない。

### 道路
一般国道
- 国道197号
- 国道441号

主要県道
- 愛媛県道2号城川梼原線
- 愛媛県道35号野村城川線

道の駅
- きなはい屋しろかわ

## 観光
城川町の観光はマスツーリズムではなく、都市と農村との交流に近いものといえる。
「奥伊予」ということばをキャッチフレーズに用いて、その条件の悪さを逆手に取っている。国道197号の鹿野川ダム湖左岸の区間が難所であったが、トンネルで見違えるばかりとなったため、松山からも行きやすくなっている。松山から約100分と言われてきたが、松山自動車道を利用すればもっと早く着ける。
観光地・名所旧跡
- 竜沢寺（りゅうたくじ）緑地公園
- 三滝ロッジ
- 城川自然牧場
- ギャラリーしろかわ
- 城川歴史民俗資料館
- 城川町文書館

物産販売施設
- きなはい屋しろかわ - 「きなはいや」は「おいでなさい」「いらっしゃい」という意味の方言。

温泉
- 宝泉坊温泉

イベント
- どろんこ祭り
- 実盛送りの行事

特産物
- ハム・ソーセージ
- ゆずワイン
- 清酒（城川郷（しろかわごう））
- 柚子ポン酢
- 栗まんじゅう
- ミニトマト
- しいたけ
- 栗

### グリーンツーリズムの取り組み
概要
増田純一郎町長が、城川町のグリーンツーリズムを推進していった。ただし、グリーンツーリズムという言葉は使っていない（当時はまだ一般的でなかった）。行政的には農村整備というジャンルに属し、スローガンとしては「わがむらは美しく」を掲げた。当時、「むら」ではなく既に「町」になっていたが、あえて「むら」ということばを用いている。この路線が敷かれたのには、増田町長が日本農村振興協会の欧州農村視察に参加した際の経験がヒントになったとされている。
増田は、1965年（昭和40年）の初当選以来、7期、1993年まで町長を務めた。増田は、町長就任以前においても1959年（昭和34年）以来町議会議員として町政に参画していた（当時は町内4選挙区制があった）。このため、延べ34年の長きにわたって城川町政に関わったことになる。
後継の河野泰成町長においても「わがむらは美しく」の看板を掲げており、広い意味では増田町政の延長線上にあるといえる。河野は、合併し西予市となり地方自治体としての城川町が消滅するまで町長を務めた（地名としての城川町は存続している）。
なお、旧城川町では「奥伊予」を商標登録している（合併して西予市となったため同市に継承されている）。
年表
- 1965年2月 - 増田純一郎町長当選。
- 1970年4月 - 大洲須崎線が国道197号に編入、以後、道路整備進む。
- 1972年10月 - 総合センターしろかわ（山村開発センター）落成。農林水産省事業で、当時、愛媛県内初。
- 1976年8月 - 農村基盤整備事業開始。
- 1978年10月 - 町長、欧州視察。
- 1979年4月 - 新農業構造改善事業、森林総合整備事業開始。
- 1980年4月 - 農村総合整備モデル事業スタート。
- 1981年4月 - 県営ほ場整備事業開始。
- 1983年1月 - 花いっぱい運動スタート。
- 1985年8月 - 宝泉坊温泉（農村環境改善センターたかがわ）落成。同年、運動公園落成。
- 1986年4月 - 竜沢寺緑地公園、森林浴の森百選に選ばれる。
- 1986年8月 - 奥伊予しろかわ観光開発構想発表。
- 1987年7月 - 宝泉坊ロッジオープン。
- 1990年10月 - 三滝ロッジオープン。
- 1991年5月 - 食肉加工センター・天蚕センター完成。
- 1992年11月 - 奥伊予ゆずワイン発売。
- 1993年1月 - 河野泰成、町長に就任。
- 1993年7月 - ギャラリーしろかわ（美術館）落成。
- 1994年4月 - 城川町産業公社発足。
- 1994年5月 - 特産品センター「きなはい屋」オープン。
- 1995年5月 - 林業担い手会社「エフシー」設立。
- 1995年7月 - 第1回かまぼこ板の絵展覧会。
- 1999年7月 - 田穂地区の「堂の坂」が棚田百選に選ばれる。
- 2001年5月 - わがむらは美しく推進モデル事業が田穂地区で始まる（5年間）。

資料: 城川町『城川町合併50周年記念誌』（2003年11月）
取り組み内容
- 産業公社による畜産加工品づくり
- 特産品販売所

特徴
- 環境整備と一体となっている
「わがむらは美しく」は、「生活環境を美しく」「農地環境を美しく」「森林環境を美しく」の3つから成り立っている。農地・森林整備と一体となっていることが特徴で、手入れの行き届いた「美しい」農地や森林があってこそという思想がうかがえる。そうした意味では、都市と農村との交流が前面に出た、今日のグリーン・ツーリズムとはやや異なる面を有していると言えよう。また、当初、いきなり都市と農村との交流を打ち出しても、住民からは「自分たちの生活あってこそ」という反発も予想された。
- 素朴さがある
あえて「奥伊予」と称し、四国山地の山深い「奥地」であるということを前面に押し出している。そこには、「不便であるが、そこにはいいものがある」という自負、主張がうかがえる。確かに、「わがむらは美しく」運動に取り組み始めた1980年代にあっては、道路事情も悪かった。大洲市から南下し、城川町を南北に縦貫する国道197号は、今日では鹿野川ダム湖左岸の肱川道路をはじめとした道路整備が進んでいる。しかし、当時は、カーブの続く湖岸道路を行くしかなかった。今日では、一般道を経由しても松山市内から約100分となっており、松山市やその近郊からのドライブには適度な距離と言える。
また、どろんこ祭りにしても現在では5,000人が集まる当地最大のイベントであるが、当初はのどかな村の祭りであった。伝統行事としての良さを活かしつつ、「動き」「ハプニング」があることで、リピーターも確保している。
- 文化をからめている
美術館・ギャラリーしろかわ等にみられるように、「文化」をからめている。この美術館も、単に町長の個人的趣味ではなく、四国の片田舎ではあるが、子どもたちに絵画をはじめとした優れた芸術作品を見せてあげたい、情操教育に役立てたいということから発している。
なお、この美術館建設に合わせて名画・名作を買い集めたのではなく、それ以前から、公共施設を飾る絵画等を入手するに際して、町民の寄付を募っている。町議会議員・職員もこれに応じたと言われる。単に名誉欲にかられたものではない。
第二に、同美術館の看板行事である「かまぼこの板絵展」にみられるように、情報発信が巧みである。このイベントは、美術館職員の発案によるものであり、箱物を作って終わりではなく、人を活かすことにより、場としての「箱」を活かすという発想がある。

問題点･課題
- 「民」の動きが鈍いこと
町行政主導であり、「民」の動きがほとんど見られない。きなはい屋等農産物直売所への出品はあるものの、農家民宿等の取り組みは表面的には見られない。これが、喜多郡内子町等との違いである。もちろん、内子町よりさらに山間部であり、農家の経営規模も小さく、余裕が乏しいことも指摘されよう。
- 産業振興機関が自立していない
産業おこしの中核機関としての産業開発公社を活用してきた特産品づくり等においては一定の成果を挙げている。雇用機会の提供という点においても、程度の差こそあれ、一定の効果が見られる。また、農家等の生きがいづくりにつながっているという効果はある。
しかしながら、行政からの運営補助を受けないという意味での収支基盤の確立には至っていない。ただし、この点については中山間地の第三セクターは一部を除きどこも似たり寄ったりであり、このことをもって失敗であるとは言えない。
- 滞在型への取り組み
城川自然ロッジ等の整備により、若干の宿泊客はあるものの、滞在型への取り組みはこれからである。